# André Cristol
André Cristol (La Tour-sur-Orb, 1942. szeptember 13. – 2020. április 5.) francia labdarúgó, középpályás, edző.

## Pályafutása
1961 és 1963 között a Béziers, 1963–64-ben a Stade Français labdarúgója volt. 1964 és 1968 között az OGC Nice játékosa volt, de az 1966–67-es idényben kölcsönben ismét a Béziers csapatában szerepelt. 1968 és 1970 között a Limoges, 1970 és 1972 között a Montpellier együttesében szerepelt.
1974 és 1976 között utolsó klubja, a Montpellier vezetőedzője volt.

## Sikerei, díjai
OGC Nice
- Francia bajnokság (másodosztály) – Ligue 2
  - bajnok: 1964–65